# Esteban Coronado
El General Esteban Coronado fue un militar mexicano. 

### Primeros años
Nació en el Mineral de Jesús María, Chihuahua, en 1832. En 1848 terminó sus estudios de filosofía. En 1856 recibió el título de abogado, y el nombramiento de Juez de Distrito. Fue encarcelado cuando en su tierra natal pronunció contra la administración pública una oración cívica con motivo de las fiestas patrias del 16 de septiembre.

### Militar

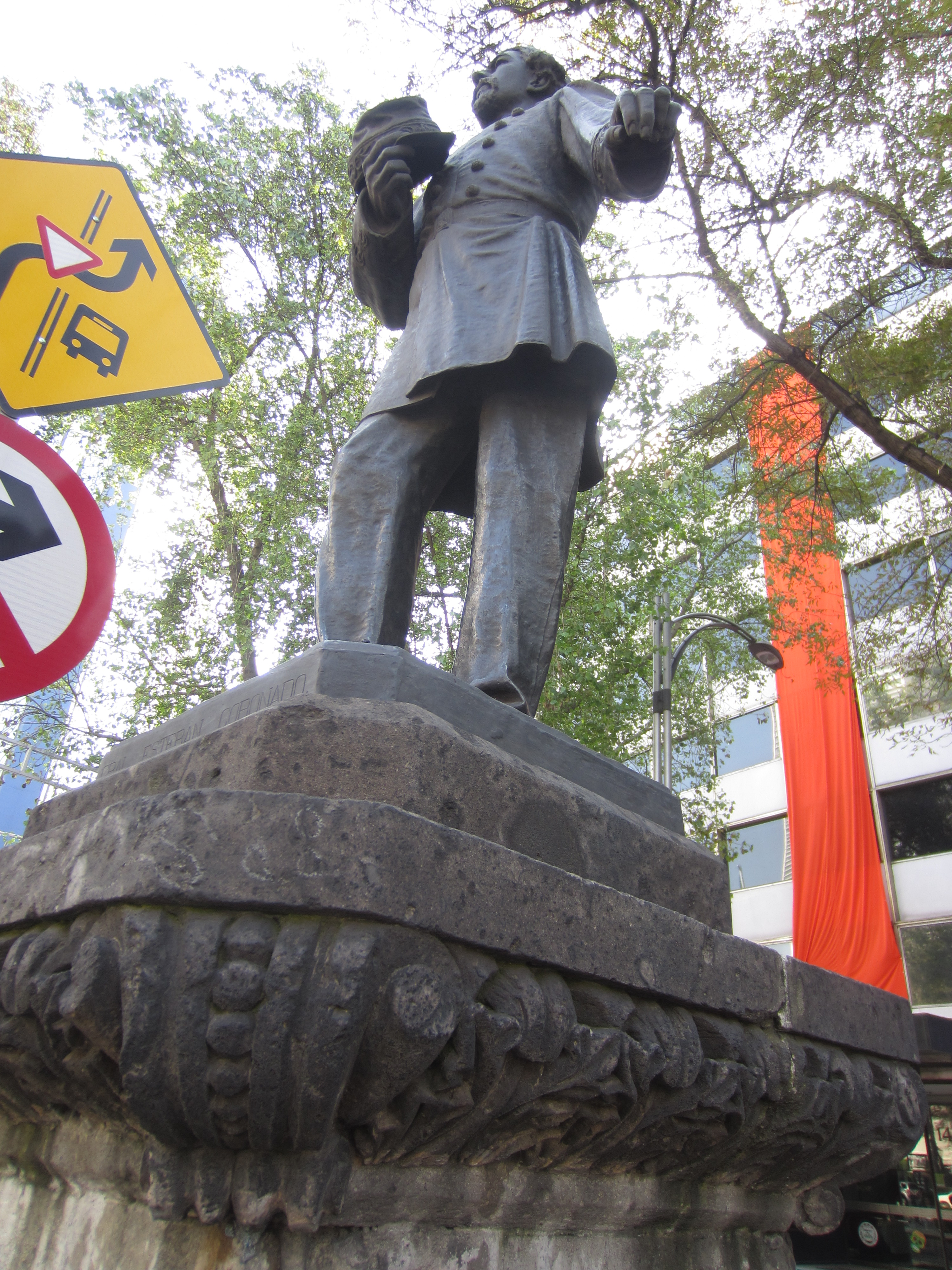
Estatua, Mexico City

En Teocuitatlán, derrotó a Leonardo Márquez, distinguiéndose en la Batalla de Juanacatlán. En Atequiza luchó con tan solo 600 hombres contra las fuerzas de Miguel Miramón. En seguida, tomó Irapuato. Expedicionó con éxito por Zacatecas, se internó en Durango, llegó por la Sierra Madre a Sinaloa, de donde salió vencedor en Los Mimbres, tomando parte en el asalto a Mazatlán. 
En una batalla celebrada entre Guadalajara y La Cruz, el general Coronado fue herido en una pierna. Los médicos le dijeron que si conservaba la pierna podría quedar hábil para dirigir la campaña después de una curación de 6 meses, pero amputándosela bastarían un mes de atenciones para que mandara su división nuevamente. Sin meditarlo más se dice que dijo... "Mi pierna le hará falta al general Coronado, pero mi tiempo le hace falta a la patria." La operación no tuvo éxito, muriendo horas después.